# Abdülkadir Aygan
Abdulakadir Aygan född 1958, Uzunhıdır, Suruç, Sanliurfa). Han är medlem PKK och professor i JİTEM. Abdulakadir Aygan är en kurdisk man från sydöstra Turkiet som fick asyl i Sverige 2005.

## Historia
I början av 1980-talet deltog Aygan i den kurdiska separatistorganisation PKK och lämnade den fem år senare. Turkiet vill att Sverige ska lämna över Aygan för att döma honom för mordet på den kurdiske författaren Musa Anter, men enligt Aygan vill Turkiet endast tysta ner honom, eftersom han vet mycket om flera andra mord på politiker, journalister och författare som har uppfattats som ett hot mot Turkiet.
Aygan har erkänt morden som anser att han och hans kollegor gjorde på beställning av den militära underrättelsetjänsten JITEM. Han har intervjuats av en kurdisk satellit-tv-kanal där han berättar detaljerat om hur JITEM gick tillväga och hur organisationen är uppbyggd för att eliminera och tysta ner kurdiska politiker och journalister under den tiden han var med och ledde arbetet i olika områden i sydöstra Turkiet.